# ملهى (فلم)
ملهى (بالإنجليزية: Cabaret) هو فيلم موسيقي تم إنتاجه في الولايات المتحدة وصدر في سنة 1972. الفيلم من إخراج بوب فوس.

## طاقم التمثيل
- ليزا مينيلي

### ترشيحات وجوائز
| السنة | الحدث | الفئة             | النتيجة |
| ----- | ----- | ----------------- | ------- |
|       |       | أوسكار أفضل ممثلة | فوز     |

## الميزانية والإيرادات
بلغت تكلفة إنتاج الفيلم حوالي 2,285,000 دولار بينما حقق أرباحا تقدر بـ 42,765,000 دولار.

## وصلات خارجية
- مقالات تستعمل روابط فنية بلا صلة مع ويكي بيانات